# Renak Dungun
Renak Dungun is een bestuurslaag in het regentschap Kepulauan Meranti van de provincie Riau, Indonesië. Renak Dungun telt 1756 inwoners (volkstelling 2010).